# Octopath Traveler
Octopath Traveler là một trò chơi điện tử nhập vai theo lượt do Square Enix phát triển, phối hợp với Acquire. Tháng 7 năm 2018 trò chơi phát hành trên Nintendo Switch, tháng 6 năm 2019 trên Microsoft Windows và trên Stadia vào tháng 4 năm 2020.
Trò chơi bán ra hơn 2,5 triệu bản trên toàn thế giới vào tháng 2 năm 2021 và được giới phê bình đánh giá "nói chung là thuận lợi", với điểm chung nhất là đồ họa và phong cách nghệ thuật. Phần tiền truyện, Octopath Traveller: Conquerers of the Continent, phát hành năm 2020 tại Nhật Bản.

## Lối chơi

Các nhà phát triển Octopath Traveller gọi đồ họa trong trò chơi là "HD-2D".

Octopath Traveller là một trò chơi nhập vai có kiểu đồ họa gọi là "HD-2D", có nghĩa là kết hợp các nhân vật mang phong cách Super NES cổ điển với môi trường đa giác và hiệu ứng độ nét cao (High Definition-HD). Trò chơi đưa người chơi vào vai một trong tám nhà thám hiểm, mỗi người bắt đầu cuộc hành trình của mình theo những cách khác nhau. Mỗi nhân vật đến từ những nơi khác nhau trên thế giới, và tự quyết định công việc hoặc thuộc tính của họ. Mỗi nhân vật có một Path Ability độc quyền có thể được sử dụng khi tương tác với các NPC, được chia thành hai loại: Noble, phụ thuộc vào cấp độ của nhân vật hoặc số lượng tiền có được trong trò chơi và Rogue, không cần cấp độ nhưng có tỉ lệ thành công, và sẽ làm danh vọng của bạn đối với các NPC khác giảm xuống nếu thất bại. Ví dụ, Olberic và H'aanit có thể thách thức các nhân vật, Cyrus và Alfyn có thể hỏi về một số thông tin nhất định, Tressa và Therion có thể có được các vật phẩm, và Ophilia và Primrose có thể hướng dẫn NPC và triệu hồi họ.
Trò chơi có các trận chiến đánh theo lượt, trong đó người chơi có thể tấn công bằng các loại vũ khí hoặc bằng các nguyên tố khác nhau, cũng như sử dụng các khả năng và vật phẩm. Các nhân vật sẽ nhận được Boost Point vào cuối mỗi lượt, có thể lưu trữ tối đa năm điểm một lần. Trong lượt của mình, người chơi có thể sử dụng tối đa ba Boost Point để tăng lệnh, cho phép nhân vật tấn công nhiều lần, nâng cao phòng thủ hoặc tăng khả năng. Kẻ địch có bộ đếm nằm trong một hình khiên, và đếm ngược mỗi khi bị tấn công bằng vũ khí hoặc nguyên tố trái dấu. Khi bộ đếm hết, chúng bước vào trạng thái choáng váng, nhận thêm sát thương và mất một lượt.

## Cốt truyện
Lấy bối cảnh ở vùng đất Orsterra, Order of the Sacred Flame tin rằng thế giới của họ được tạo ra bởi mười ba vị thần, trước khi mười hai trong số đó buộc phải phong ấn vị thần sa ngã Galdera, ông chối bỏ những gì họ đã tạo ra, một thế giới bên kia thông qua Gate of Finis bị phong ấn.
Người chơi dõi theo câu chuyện của tám anh hùng khi họ đi qua Orsterra:
- Ophilia, một giáo sĩ của Sacred Flame, cuộc hành hương đưa cô đến với những xung đột của một giáo phái, đứng đầu là một tông đồ tên là Mattias;
- Cyrus, một học giả và giáo viên tại Royal Academy, đang tìm kiếm nơi chôn giấu From the Far Reaches of Hell đã bị Headmaster Yvon và Lucia trợ lý của ông ta đánh cắp;
- Tressa, một thương gia, lên đường sau khi đọc được một tạp văn chi tiết về chuyến du hành của các nhà thám hiểm trong quá khứ;
- Olberic, một cựu hiệp sĩ của Kingdom of Hornburg đi tìm lẽ sống sau khi vương quốc của anh ta bị phá hủy bởi tay buôn vũ khí Werner;
- Primrose, một vũ công và cựu quý tộc, tìm cách trả thù Obsidians, một tổ chức tội phạm đã giết cha cô;
- Alfyn, một dược sư được truyền cảm hứng bởi một người lạ đã từng cứu anh khỏi một căn bệnh hiểm nghèo khi còn nhỏ;
- Therion, một tên trộm được một gia đình quý tộc giao nhiệm vụ thu hồi những long thạch vốn thuộc về họ;
- H'aanit, một thợ săn theo dõi con quái vật Redeye sau khi nó hóa đá sư phụ của cô.

Sau khi trải qua những câu chuyện khác nhau của từng nhân vật, những nhiệm vụ của các anh hùng trở nên rắc rối hơn khi Mattias, Lucia, hội Obsidians và Werner lại chính là lính đánh thuê của phù thủy bất tử Lyblac. Đồng thời hóa ra phù thủy cũng là con gái của Galdera, chính Lyblac đã dàn dựng việc mua lại From the Far Reaches of Hell và những long thạch, cùng với sự hủy diệt của Hornburg, nhằm phá hủy phong ấn Gate of Finis trong khi điều khiển những Obsidians trở thành quân đội riêng nhằm loại bỏ một số mối đe dọa như cha của Primrose. Lyblac đã sai khiến Graham Crossford, viết nhật trình cho Tressa và cũng là người từng cứu Alfyn khi anh còn là một cậu bé, biến thành những phương tiện lý tưởng để hồi sinh Galdera dựa trên mối quan hệ huyết thống với các vị thần; Graham thoát khỏi nanh vuốt của bà ta, nhưng bị biến thành Redeye. Điều này buộc Lyblac phải tìm kiếm Kit, đứa con trai duy nhất của Graham để hoàn thành nghi thức. Sau khi tìm ra vị trí của Gate ở Hornburg, Lyblac hồi sinh hoàn toàn Galdera và nhập thể với ông. Tám anh hùng hợp sức chiến đấu trong một trận chiến tàn khốc chống lại Galdera, phong ấn ông ta trở lại thế giới bên kia và cứu Kit, người gần gũi nhất với chính linh hồn của cha mình.

## Phát triển và phát hành
Ngày 13 tháng 1 năm 2017 Octopath Traveller ra mắt dưới tựa Project Octopath Traveller.
Ngày 13 tháng 9 năm 2017 phát hành bản chơi thử đầu tiên trên Nintendo eShop, bản chơi thử thứ hai phát hành ngày 14 tháng 6 năm 2018. Bản chơi thử này bao gồm các cơ chế cải tiến và tất cả tám nhân vật, cũng như lưu dữ liệu để tải lên trò chơi đầy đủ.
Ngày 13 tháng 7 năm 2018 trò chơi phát hành trên toàn thế giới. Một phiên bản đặc biệt bao gồm nhạc nền, một bản sao của tiền tệ trong trò chơi, một cuốn sách nổi và bản đồ, cũng phát hành cùng ngày.
Dự án được bắt đầu bởi nhà sản xuất Takahashi Masashi và Asano Tomoya, từng lãnh đạo Bravely Default và Bravely Second: End Layer trên Nintendo 3DS. Acquire được chọn làm đối tác phát triển dựa trên công việc trước đây của họ là loạt What Did I Do to Deserve This, My Lord?. Trong quá trình phát triển, các tùy chọn đồ họa khác nhau như độ sâu, độ phân giải, độ bão hòa, cũng như các tính năng khác như nước nên là pixel hay quang học được xem xét để hoàn thiện giao diện "HD-2D". Tám nhân vật chính, bốn nam và bốn nữ, được chọn để cung cấp các biến thể bên khác nhau. Tất cả các nhân vật có các cấp độ khác nhau, và thiết kế nhân vật, cũng như các lệnh, dựa trên các nghề nghiệp khác nhau ở Châu Âu thời trung cổ. Đối với bản demo, Olberic và Primrose được chọn làm nhân vật chính khi câu chuyện của họ bắt đầu ở một nơi tương tự, và các nhà phát triển muốn mọi người có thể tuyển dụng nhân vật khác sau khi hoàn thành cốt truyện. Theo Takahashi, không có phần nội dung có thể tải xuống hoặc các bản cập nhật nội dung khác.
Ngày 7 tháng 6 năm 2019 trò chơi phát hành trên Microsoft Windows. Một phần tiền truyện dành cho Android và iOS, mang tên Octopath Traveller: Conquerors of the Continent, đáng lẽ phát hành tại Nhật Bản vào năm 2019, nhưng đã bị dời sang năm 2020.
Ngày 28 tháng 4 năm 2020 phát hành phiên bản trên Stadia.
Trò chơi phát hành cho Xbox One ngày 25 tháng 3 năm 2021 và được thêm vào dịch vụ Xbox Game Pass cùng ngày. Theo Takahashi, trò chơi không có kế hoạch thêm nội dung có thể tải xuống hoặc các bản cập nhật nội dung sau khi phát hành.

## Tiếp nhận
Octopath Traveller nhận được sự tiếp đón "nói chung là thuận lợi", theo tổng hợp đánh giá của Metacritic. Jeremy Parish của Polygon ca ngợi trò chơi là "trò chơi RPG ma thuật mà Nintendo Switch cần". Peter Brown của GameSpot, đã ca ngợi trò chơi này vì "hệ thống chiến đấu sáng tạo", sự phát triển và trình bày nhân vật nhưng thấy rằng nhược điểm chính là câu chuyện của tám nhân vật, mà ông mô tả là "thiếu sức sống" và "lặp đi lặp lại".

### Doanh số
Square Enix đưa ra hai lời xin lỗi sau khi nhiều người ở Nhật Bản không thể mua bản cứng vật lý của trò chơi do sản xuất không kịp ngay trong tuần phát hành và các tuần sau đó. Trò chơi bán được 188.238 bản trong vòng hai tháng đầu tiên tại Nhật Bản và đứng ở vị trí số một trên bảng xếp hạng doanh số ở mọi định dạng.
Đến tháng 8 năm 2018, trò chơi bán được hơn một triệu bản trên toàn thế giới.
Tính đến tháng 1 năm 2019, tổng doanh số bán ra cả bản vật lý và kỹ thuật số đã vượt quá 1,5 triệu bản trên toàn thế giới. Phiên bản PC là một trong những bản phát hành mới bán chạy nhất trong tháng trên Steam.
Tháng 3 năm 2020 Square Enix xác nhận tổng doanh số bán lẻ và kỹ thuật số của Octopath Traveler đã vượt qua hai triệu bản. Tính đến tháng 2 năm 2021, doanh số bán hàng vật lý và kỹ thuật số kết hợp của trò chơi đã vượt quá 2,5 triệu bản trên toàn thế giới.
| Năm  | Giaỉ thưởng            | Thể loại                                 | Kết quả   | Tham khảo |
| ---- | ---------------------- | ---------------------------------------- | --------- | --------- |
| 2018 | Game Critics Awards    | Best RPG                                 | Đề cử     | [ 37 ]    |
| 2018 | Golden Joystick Awards | Best Storytelling                        | Đề cử     | [ 38 ]    |
| 2018 | Golden Joystick Awards | Nintendo Game of the Year                | Đoạt giải | [ 38 ]    |
| 2018 | The Game Awards 2018   | Best Art Direction                       | Đề cử     | [ 39 ]    |
| 2018 | The Game Awards 2018   | Best Score/Music                         | Đề cử     | [ 39 ]    |
| 2018 | The Game Awards 2018   | Best Role-Playing Game                   | Đề cử     | [ 39 ]    |
| 2018 | Gamers' Choice Awards  | Fan Favorite Role Playing Game           | Đề cử     | [ 40 ]    |
| 2019 | SXSW Gaming Awards     | Excellence in Art                        | Đoạt giải | [ 41 ]    |
| 2019 | SXSW Gaming Awards     | Excellence in Musical Score              | Đề cử     | [ 41 ]    |
| 2019 | SXSW Gaming Awards     | Most Promising New Intellectual Property | Đề cử     | [ 41 ]    |
| 2019 | Famitsu Awards         | Excellence Prize                         | Đoạt giải | [ 42 ]    |
| 2019 | Famitsu Awards         | Rookie Award                             | Đoạt giải | [ 42 ]    |
| 2019 | Famitsu Awards         | Best Game Music Award                    | Đoạt giải | [ 42 ]    |